# Chandel (huyện)
Huyện Chandel là một huyện thuộc bang Manipur, Ấn Độ. Thủ phủ huyện Chandel đóng ở Chandel. Huyện Chandel có diện tích 3317 ki lô mét vuông. Đến thời điểm năm 2001, huyện Chandel có dân số 122714 người.